# Reynolds House
Pour les articles homonymes, voir Reynolds.
Reynolds House est une maison américaine située à Barre, dans le comté de Washington, dans le Vermont. Elle est inscrite au Registre national des lieux historiques depuis le 5 août 2020.